# Gavin Creel
Gavin James Creel (Findlay, 18 de abril de 1976 – Nova Iorque, 30 de setembro de 2024) foi um ator e cantor americano.

## Filmografia

### Televisão
| Ano  | Título                        | Papel        | Notas       |
| ---- | ----------------------------- | ------------ | ----------- |
| 2003 | The Wonderful World of Disney | Bill         | 2 episódios |
| 2019 | Rapunzel's Tangled Adventure  | Matthews     | 4 episódios |
| 2021 | American Horror Stories       | Troy Winslow | 2 episódios |

## Teatro
| Ano       | Título                   | Papel                         | Notas        |
| --------- | ------------------------ | ----------------------------- | ------------ |
| 2001      | Bat Boy: The Musical     | Vários                        | Off-Broadway |
| 2002-2003 | Thoroughly Modern Millie | Jimmy Smith                   | Broadway     |
| 2004-2005 | La cage aux folles       | Jean-Michel                   | Broadway     |
| 2009-2010 | Hair                     | Claude                        | Broadway     |
| 2015-2016 | The Book of Mormon       | Elder Price                   | Broadway     |
| 2016      | She Loves Me             | Steven Kodaly                 | Broadway     |
| 2017-2018 | Hello, Dolly!            | Cornelius Hackl               | Broadway     |
| 2019      | Waitress                 | Dr. Pomatter                  | Broadway     |
| 2022      | Into the Woods           | Lobo Mau / Príncipe Encantado | Broadway     |

## Discografia
Álbuns
- 2006: "Goodtimenation"
- 2012: "Get Out"

EPs
- 2010: "Quiet"

Singles
- 2011: "Noise"
- 2012: "Whitney Houston"

Vídeos musicais
- 2011: "Noise"

## Awards and nominations
| Ano  | Prêmio                              | Categoria                                       | Obra                     | Resultado | Ref.   |
| ---- | ----------------------------------- | ----------------------------------------------- | ------------------------ | --------- | ------ |
| 2002 | Tony Award                          | Melhor Ator em Musical                          | Thoroughly Modern Millie | Indicado  | [ 9 ]  |
| 2009 | Tony Award                          | Melhor Ator em Musical                          | Hair                     | Indicado  | [ 10 ] |
| 2009 | Drama League Award                  | Distinguished Performance                       | Hair                     | Indicado  | [ 11 ] |
| 2010 | GLAAD Media Award                   | Prêmio Reconhecimento Especial (com o elenco)   | Hair                     | Honoree   | [ 12 ] |
| 2014 | Laurence Olivier Award              | Melhor Ator em Musical                          | The Book of Mormon       | Venceu    | [ 13 ] |
| 2014 | WhatsOnStage Award                  | Melhor Ator em Musical                          | The Book of Mormon       | Venceu    | [ 14 ] |
| 2017 | Tony Award                          | Melhor Ator Coadjuvante em Musical              | Hello, Dolly!            | Venceu    | [ 15 ] |
| 2017 | Drama Desk Award                    | Melhor Ator Coadjuvante em Musical              | Hello, Dolly!            | Venceu    | [ 16 ] |
| 2017 | Outer Critics Circle Award          | Melhor Ator Coadjuvante em Musical              | Hello, Dolly!            | Venceu    | [ 17 ] |
| 2023 | Grammy Awards                       | Melhor Álbum de Teatro Muical                   | Into the Woods           | Venceu    | [ 18 ] |
| 2023 | Elliot Norton Awards                | Melhor Ator em Participação Especial em Musical | Into the Woods           | Venceu    | [ 19 ] |
| 2023 | Broadway.com Audience Choice Awards | Melhor Ator Coadjuvante em Musical              | Into the Woods           | Venceu    | [ 20 ] |
| 2023 | Broadway.com Audience Choice Awards | Par Favorito em Teatro (com Joshua Henry)       | Into the Woods           | Indicado  | [ 20 ] |
| 2023 | Broadway.com Audience Choice Awards | Performance de Comédia Favorita                 | Into the Woods           | Indicado  | [ 20 ] |
| 2025 | Drama Desk Awards                   | Lifetime Achievement                            | Lifetime Achievement     | Venceu    | [ 21 ] |

## Morte
Em julho de 2024, Creel foi diagnosticado com um sarcoma melanótico metastático da bainha do nervo periférico. Ele morreu de câncer na sua casa, em Manhattan, no dia 30 de setembro de 2024, aos 48 anos.